# Moncheca parva
Moncheca parva är en insektsart som först beskrevs av Bolívar, I. 1903.  Moncheca parva ingår i släktet Moncheca och familjen vårtbitare. Inga underarter finns listade i Catalogue of Life.